# Aerobiz Supersonic
Aerobiz Supersonic, также известная как Air Management II: Kōkū Ō wo Mezase (яп. エアーマネジメントII 航空王をめざせ) в Японии − симулятор авиакомпании, выпущенный компанией Koei в 1993 году на Super Nintendo и Sega Mega Drive.

## Геймплей
Игра начинается с формирования головного офиса начинающей международной авиакомпании, помимо которой ещё есть три, управляемые компьютером. Игрок может создавать маршруты, назначать на них самолёты определённого типа, управлять ценами на билеты и т.д.
Игра включает в себя различные исторические задания, которые зависят от четырёх разных эр:
1. 1955–1975 Заря реактивных самолётов.
2. 1970–1990 Период нестабильности, нефтяного кризиса и окончания Холодной войны.
3. 1985–2005 Время экономического расцвета и устойчивости цен.
4. 2000–2020 Реактивные самолёты заменяются на сверхзвуковые, Россия входит в состав ЕС, а страны пытаются найти источники экологического топлива.

У авиакомпаний всего 20 лет на выполнение целей.